# Systemfel
Systemfel kallas ett mer eller mindre allvarligt fel i ett system, till exempel en dator. De flesta systemfelen orsakas av att ett program innehåller fel.

## Systemfel i signalbehandling och beräkningsteknik
Ett inre systemfel kan vara det att när ett systems utdata (observerbara signaler) inte blir det man förväntat sig (fel) från de valda indata (stimuli) som finns givna, och beror då på inre orsaker, alltså inte yttre störningar. Systemet är felkonstruerat i sig själv (felprogrammerat), även om driften inte skulle vara störd (logiskt) av yttre orsaker får man fel resultat.
Ett yttre systemfel kan vara det när systemet är korrekt i sig själv (rätt programmerat), men det störs av yttre orsaker (variabler), fungerar inte som förväntat och/eller ger felaktiga utdata (observerbara signaler).

## Systemfel i samhället
Det systemfel, som diskuteras inom politik och samhällsdebatt, gäller strukturella fel. En samhällsinstitution kan genom sina regler motverka önskade resultat från en annan samhällssektor. 